# Brayden McNabb
Brayden McNabb, född 21 januari 1991, är en kanadensisk professionell ishockeyspelare som spelar för Vegas Golden Knights i NHL. Han har tidigare spelat i Los Angeles Kings och Buffalo Sabres.
Han draftades i tredje rundan i 2009 års draft av Buffalo Sabres som 66:e spelare totalt.
21 juni 2017 valdes McNabb av Vegas Golden Knights i expansionsdraften.
Han vann Stanley Cup för säsongen 2022–2023.